# U5 (Berlin)
U5 je linija Berlinskog U-Bahna. Ima 20 stanica i duga je 18,4 kilometra.
Stanice:
| Vrijeme vožnje / min | Kratica | Stanica                |                                  |
| -------------------- | ------- | ---------------------- | -------------------------------- |
| 0,0                  | Hö      | Hönow                  |                                  |
| 2,0                  | LL      | Louis-Lewin-Straße     |                                  |
| 3,5                  | HD      | Hellersdorf            |                                  |
| 4,5                  | C       | Cottbusser Platz       |                                  |
| 6,5                  | GK      | Neue Grottkauer Straße |                                  |
| 8,0                  | KL      | Kaulsdorf-Nord         |                                  |
| 10,5                 | Wh      | Wuhletal               | S-Bahn (Ostbahn)                 |
| 12,5                 | E       | Elsterwerdaer Platz    |                                  |
| 14,5                 | Bü      | Biesdorf Süd           |                                  |
| 17,5                 | Tk      | Tierpark               |                                  |
| 19,5                 | Fi      | Friedrichsfelde        |                                  |
| 21,5                 | Li      | Lichtenberg            | S-Bahn (Ostbahn, Wriezener Bahn) |
| 23,0                 | Md      | Magdalenenstraße       |                                  |
| 24,5                 | Ff      | Frankfurter Allee      | S-Bahn (Ringbahn)                |
| 26,0                 | Sa      | Samariterstraße        |                                  |
| 27,5                 | FT      | Frankfurter Tor        | U1                               |
| 29,0                 | WR      | Weberwiese             |                                  |
| 30,5                 | Sr      | Strausberger Platz     |                                  |
| 32,0                 | Si      | Schillingstraße        |                                  |
| 33,5                 | Al      | Alexanderplatz         | S-Bahn, U2, U3, U8               |

## Datumi otvaranja
- 21. prosinca 1930.: Friedrichsfelde - Alexanderplatz
- 25. lipnja 1973.: Tierpark - Friedrichsfelde
- 1. srpnja 1988.: Elsterwerdaer Platz - Tierpark
- 1. srpnja 1989.: Hönow - Tierpark

## Vanjske poveznice
- Linija U5  Arhivirana inačica izvorne stranice od 27. rujna 2007. (Wayback Machine)